# Klin odłamu

Klin odłamu – część skarpy, która może ulec obsunięciu (pod wpływem ciężaru własnego, lub siły przyłożonej z zewnątrz); znajduje się on między powierzchnią poślizgu lub obrywu a stokiem skarpy. 
Zjawisko „klina odłamu” występuje w przypadku każdego wykopu jednak stopień jego oddziaływania oraz poziom zagrożeni osunięciem zależy m.in. od takich czynników jak:
- rodzaju gruntu
- głębokości wykopu
- kąta pochylenia ścian wykopu względem jego dna

## Obliczanie klina odłamu
Zasada obliczania klina odłamu dla sprzętu budowlanego, np. koparko-ładowarki:
- l – bezpieczna odległość
- h – głębokość kopania
- a – zasięg klina odłamu (h * współczynnik)

l = (h *współczynnik) + 0,6 m
Współczynnik dla kategorii gruntu:
- kat. gruntu 1 – 1,5
- kat. gruntu 2 – 1,25
- kat. gruntu 3 – 1,0
- kat. gruntu 4 – 0,5